# Articolo 31
Articolo 31 é um duo de hip hop italiano, formado em Milão no ano de 1990 e é composto por J-Ax (nome artístico de Alessandro Aleotti) e DJ Jad (nome artístico de Vito Luca Perrini).

## Integrantes
- J-Ax - Vocal e Letra
- DJ Jad - Ritmo e Scratch

## Discografia

### Álbuns em estudio
- 1993 - Strade di città
- 1994 - Messa di vespiri
- 1996 - Così com'è
- 1998 - Nessuno
- 1999 - Xché sì
- 2002 - Domani smetto
- 2003 - Italiano medio

### Live
- 2005 - La riconquista del forum (Live+2 inediti)

### J-Axsolista
- 2006 - Di sana pianta
- 2009 - Rap n' Roll
- 2009 - Deca Dance
- 2011 - Meglio Prima (?)

### DJ Jad Solista
- 2004 - Back on the Track
- 2006 - Milano-New York
- 2010 - Il sarto

### EP
- 1993 - È natale (Ma non ci sto dentro)

### Live
- 1996 - Così com'è Tour
- 2004 - La riconquista del forum

### Coletaneas
- 2000 - Greatest Hits

### Compilações
- 1994 - Nati per rappare
- 1995 - Nati per rappare vol. 2

## Singoli
1. Nato Per Rappare - 1993
2. Tocca Qui - 1993
3. Mr. gilet di pelle - 1994
4. Ohi Maria (Maria Maria) - 1995
5. Un'Altra Cosa Che Ho Perso - 1995
6. Voglio Una Lurida - 1995
7. Tranqi Funky - 1996
8. 2030 - 1996
9. Domani - 1996
10. Il funkytarro - 1996
11. Così e cosà - 1996
12. La fidanzata - 1997
13. La Rinascita - 1998
14. Vai Bello - 1998
15. Senza Regole - 1999
16. Tu mi fai cantare - 1999
17. Guapa Loca - 1999
18. Volume - 2000
19. Domani smetto - 2002
20. Spirale ovale - 2002
21. Non è un film - 2002
22. Pere - 2002
23. La mia ragazza mena - 2003
24. Italiano medio - 2004
25. Senza dubbio - 2004
26. I consigli di un pirla - 2004
27. Bestie Mutanti - 2004
28. Nato Sbagliato - 2005

## Videografia
- 1996 - Così come siamo
- 1998 - Articolo 31 LIVE - Così com'è tour 96/97

## Filmografia
- 2001 - Senza filtro
- 2004 - Natale a casa Deejay